# Right There (Ariana Grande)
Right There è un singolo della cantante statunitense Ariana Grande, pubblicato il 6 agosto 2013 come terzo estratto dal primo album in studio Yours Truly.

## Descrizione
Right There ha visto la partecipazione del rapper Big Sean; la Grande ha definito la canzone come una "sorta di sequel" del suo primo singolo di debutto The Way per la simile composizione della melodie.

## Video musicale
Il videoclip è stato pubblicato il 30 ottobre 2013. Il video si apre con una festa in maschera in una grande reggia, e la cantante è vestita da Giulietta che ammira un giovane vestito da Romeo. I due si cimentano in una danza, ma si perdono nel bel mezzo della festa e quando si trovano si perdono in un bacio. Il ruolo del grande amore di Ariana è interpretato dall'attore Patrick Schwarzenegger, il figlio di Arnold Schwarzenegger, mentre Big Sean ha interpretato il prete. Inoltre all'inizio del videoclip fa una comparsa l'attrice Elizabeth Gillies, membro del cast della serie Victorious assieme ad Ariana.

## Tracce
Testi e musiche di Ariana Grande, Harmony Samuels, Carmen Reece, Lonny Bereal, James Smith, Al Sherrod Lambert, Sean Anderson e Jeff Lorber.
1. Right There (feat. Big Sean) – 4:07

## Classifiche
| Classifica (2013) | Posizione massima |
| ----------------- | ----------------- |
| Australia         | 87                |